# Либоховска тврђава
Либоховска тврђава (алб. Kalaja e Libohovës) је споменик културне баштине Албаније који се налази у Либохову, у округу Ђирокастра. Ова тврђава је стављена под заштиту 10. јуна 1973. године и означена бројем "1886". Тврђава је изграђена у периоду од 1796—1798 по наређењу Али-паше Јањинског за његову сестру Шанишу која се удала у овом месту. Данас је објекат туристичка атракција.
Тврђава је квадратног облика са полигоналним кулама у сваком углу. Дебљина зидова достиже преко 1,40 м. Последњих деценија тврђава пропада, а локално становништва узима камен са тврђаве којег користе за изградњу кућа. Радови на реновирању тврђаве почели су 2013. године.